# HMS Weazel
Le HMS Weazel ou Weazle était un navire-sloop de 16 canons de la Royal Navy, en service actif pendant la guerre de Succession d'Autriche, la guerre de Sept Ans et la guerre d'indépendance américaine. Lancé en 1745, il resta au service britannique jusqu'en 1779 et captura un total de 11 navires ennemis (majoritairement français). Il était également présent, mais pas activement engagé, lors de la deuxième bataille du cap Finisterre en 1747.
Le Weazel fut capturé par les Français en 1779 et fut plus tard vendu à des particuliers.

## Construction
Le navire qui allait devenir Le Weazel a été construit par les charpentiers navals James Taylor et John Randall de Rotherhithe, et était initialement destiné à être un navire marchand privé. La Royal Navy acheta le navire à moitié construit le 22 avril 1745 et engagea Taylor et Randall pour le terminer en vue du service naval. Le prix du navire et de son achèvement s'élevait à 2 387 £, soit l'équivalent de 361 000 £ (498 180 €) en termes de 2015.
Une fois la propriété du navire passée aux mains de la Marine, Randall et Taylor furent chargés de le terminer conformément à une conception expérimentale, en tant que premier sloop gréé à trois mâts de la Royal Navy. Le pont arrière a été allongé par rapport aux plans originaux afin d'incorporer un mât d'artimon, avec l'intention que les voiles supplémentaires améliorent la vitesse et la maniabilité par rapport au sloop traditionnel à deux mâts. Cela s'est avéré suffisamment efficace pour qu'à partir de 1756, le gréement des navires devienne la norme pour tous les sloops de 14 et 16 canons ultérieurs aux mains de la Royal Navy.
Tel que construit, Le Weazel était long de 28,8 mètres (94 ft 6,75) avec une  quille de 23,3 m (76 ft 4,5), une poutre de 8,388 4 m (27 ft 6,25) et une profondeur de cale de 3,7 m (12 ft 0). Il a été construit avec dix-huit sabords latéraux et deux chasseurs d'étrave, bien qu'en pratique il ne transportait que seize canons, les autres sabords étant restés inutilisés. Malgré cela, au moment de son lancement, il était le sloop le plus lourdement armé de la Marine. Son effectif désigné était de 110 officiers et matelots de 1745 à 1749, passant à 125 par la suite.

## Service dans la marine

### Eaux européennes

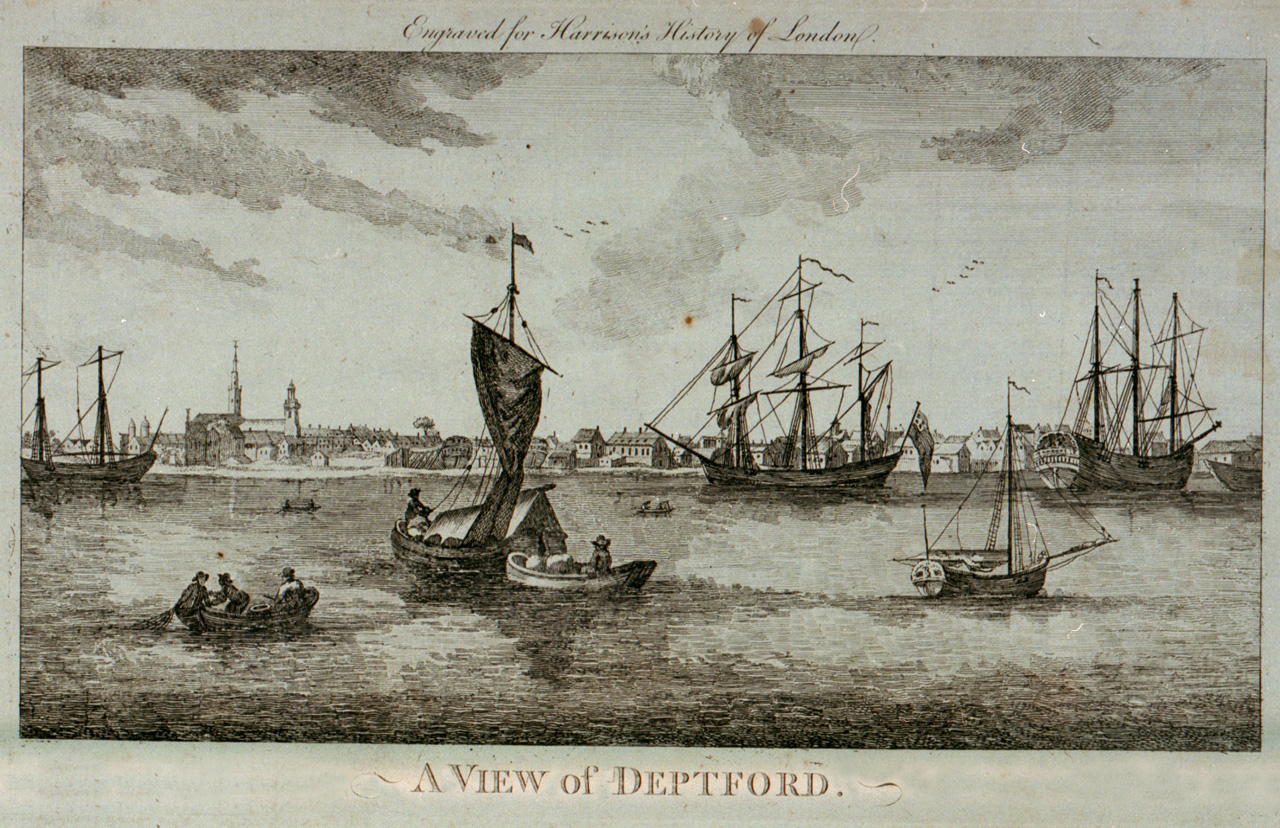
Front de mer à Deptford, où Weazel a été mis en service en 1745.

Le Weazel fut lancé le 22 mai 1745 et navigua vers le chantier naval de Deptford pour être équipé et recevoir l'armement et l'équipage. Il fut officiellement mis en service le 24 juin sous le commandement du commandant Thomas Craven, entrant au service de la Royal Navy au plus fort de la guerre de Succession d'Autriche qui opposait des coalitions comprenant largement la France, la Prusse et l'Espagne, à la Grande-Bretagne, à la monarchie des Habsbourg et à la République néerlandaise. Les ordres de Craven étaient d'emmener Le Weazel dans la Manche et les Downs pour patrouiller à la recherche de corsaires ennemis. Le sloop nouvellement construit fut rapidement mis en action, capturant le corsaire Le Renard dans la Manche le 23 novembre. En février 1746, Craven fut remplacé par le lieutenant Hugh Palliser, qui reprit immédiatement le service actif avec Le Weazel. Le corsaire français La Revanche, armé de 8 canons, fut capturé le 27 mars, suivi par La Charmante le 1er avril. Un autre corsaire a évité de justesse la capture au large de Spithead début avril lorsque l'approche du Weazel a été ralentie par des vents légers. Le navire français n'a pu s'échapper qu'après avoir jeté ses canons par-dessus bord pour augmenter sa vitesse.
D'autres victoires suivirent cette année-là, avec Le Weazel capturant les corsaires L'Épervier le 29 juillet, Le Delangle le 3 août, ainsi que La Fortune et La Jeantie le 8 octobre. En novembre, il rencontra un grand corsaire français de 30 canons dans le golfe de Gascogne et ouvrit le feu malgré un armement considérablement inférieur. Un article de journal contemporain décrit l'équipage du Weazel comme ayant combattu «très courageusement pendant un temps considérable», avant que l'avantage ne bascule en faveur des Britanniques avec l'arrivée du HMS Princess Louisa de quatrième rang de 58 canons. HMS Princess Louisa. Le corsaire fit demi-tour pour fuir mais fut rejeté sur le rivage et fit naufrage près de Port-Louis, dans le Morbihan.
À la fin de l'année, le commandant Palliser fut nommé capitaine de vaisseau et affecté au navire de ligne de 70 canons HMS Captain; sa place sur Le Weazel a été prise par le commandant Samuel Barrington. Le 24 avril 1747, le Weazel se trouvait au large des côtes néerlandaises et en compagnie du HMS Lys, lorsqu'il rencontra et vainquit les corsaires La Gorgonne et La Charlotte.
| Date              | Navire         | Nationalité (port d'attache) | Type                               | Destin   | Ref.  |
| ----------------- | -------------- | ---------------------------- | ---------------------------------- | -------- | ----- |
| 23 novembre 1745  | Le Renard      | Français (Dunkerque)         | Corsaire                           | Capturé  | [ 3 ] |
| 27 mars 1746      | La Revanche    | Français (Bordeaux)          | Corsaire: 8 canons, équipage: 110  | Capturée | ,     |
| 1 avril 1746      | La Charmante   | Français                     | Corsaire: 4 canons, équipage: 57   | Capturée | ,     |
| 29 juillet 1746   | L'Épervier     | Francais                     | Corsaire                           | Capturé  | [ 2 ] |
| 3 août 1746       | Le Delangle    | Français                     | Corsaire                           | Capturé  | [ 2 ] |
| 8 octobre 1746    | La Fortune     | Français                     | Corsaire                           | Capturée | [ 2 ] |
| 8 octobre 1746    | La Jeantie     | Français                     | Corsaire                           | Capturée | [ 2 ] |
| Fin novembre 1746 | Non enregistré | Français                     | Corsaire: 30 canons, "bien équipé" | Détruit  | [ 6 ] |
| 24 avril 1747     | La Gorgonne    | Français                     | Corsaire                           | Capturée | [ 2 ] |
| 24 avril 1747     | La Charlotte   | Français                     | Corsaire                           | Capturée | [ 2 ] |

En juin 1747, Le Weazel revient au port de Plymouth, où Barrington est remplacé par le commandant John Midwinter. il y resta jusqu'au 30 août, date à laquelle il fut rattaché à un escadron sous les ordres de l'amiral Peter Warren, avec pour ordre de renforcer une flotte britannique en position au large de l'île française d'Ouessant. Le mauvais temps a retardé le voyage et le Weazel n'a pas atteint sa destination avant le 26 septembre. Le commandant de la flotte, l'amiral Edward Hawke, lui confia immédiatement le rôle de transporter des messages entre ses navires de ligne. Le matin du 14 octobre, la flotte se trouvait au large du cap Finisterre lorsqu'il rencontra une force française de huit navires de ligne, escortant un convoi de 252 navires marchands. Hawke s'approcha du côté sous le vent tandis que les Français naviguaient au plus près en ligne devant, s'attendant à ce qu'il s'engage dans un duel d'artillerie à longue portée. Au lieu de cela, Hawke donna le signal d'une poursuite générale, libérant ses capitaines des contraintes d'une bataille formelle; les Britanniques reprirent alors la ligne française et l'enveloppèrent de l'arrière à l'avant, capturant six navires. Environ 4 000 marins français furent capturés ou tués, contre 757 pertes britanniques.
Au cours de la bataille, le convoi marchand et les deux navires de guerre français restants s'étaient échappés vers l'ouest avec l'intention d'atteindre les Caraïbes françaises. Le Weazel était trop petit pour rejoindre la ligne de bataille la veille, mais l'amiral Hawke l'a alors délégué pour naviguer en toute hâte vers la station jamaïcaine de la Royal Navy avec un message informant du cap probable du convoi français. Le Weazel atteignit les Caraïbes avant la majeure partie du convoi français; l'escadron de la Royal Navy basé aux îles Sous-le-Vent prit immédiatement la mer et réussit à intercepter 40 navires français et à faire 900 prisonniers.
Pendant la guerre de Sept Ans, le commodore John Moore envoya Weazel sur l'île néerlandaise neutre de Saint-Eustache en décembre 1757. Le navire a averti le gouverneur de l'île que les îles françaises voisines étaient sous blocus et que tout navire tentant de défier le blocus serait attaqué. L'apparition de Weazel a provoqué une panique sur l'île et le gouverneur a temporairement interrompu le commerce sortant.
Le 7 septembre, l'USS Raleigh a intercepté un convoi britannique et a engagé HMS Druid . Dans la bataille qui s'ensuit, il endommage le Druid, mais l'approche des autres escorteurs britanniques, HMS Camel et Weazel ont forcé Raleigh à se retirer[réf. nécessaire].

## Voyage final
En 1779, le Weazel se trouvait au large de l'île caribéenne de Saint-Eustache lorsqu'il fut capturé par la frégate française de 32 canons La Boudeuse, commandée par le lieutenant Grenier. Les Français emmenèrent leur prise aux Antilles où elle fut désarmée et ses canons transférés à l'escadre de l'amiral d'Estaing. Ils la vendirent ensuite à la Guadeloupe en 1781.